# Holstein (Nebraska)
Holstein es una villa ubicada en el condado de Adams en el estado estadounidense de Nebraska. En el Censo de 2010 tenía una población de 214 habitantes y una densidad poblacional de 367,23 personas por km².

## Geografía
Holstein se encuentra ubicada en las coordenadas 40°27′53″N 98°39′3″O / 40.46472, -98.65083. Según la Oficina del Censo de los Estados Unidos, Holstein tiene una superficie total de 0.58 km², de la cual 0.58 km² corresponden a tierra firme y (0%) 0 km² es agua.

## Demografía
Según el censo de 2010, había 214 personas residiendo en Holstein. La densidad de población era de 367,23 hab./km². De los 214 habitantes, Holstein estaba compuesto por el 99.53% blancos, el 0% eran afroamericanos, el 0.47% eran amerindios, el 0% eran asiáticos, el 0% eran isleños del Pacífico, el 0% eran de otras razas y el 0% pertenecían a dos o más razas. Del total de la población el 1.4% eran hispanos o latinos de cualquier raza.